# Cacostola rugicollis
Cacostola rugicollis là một loài bọ cánh cứng trong họ Cerambycidae.